# Adalpertus

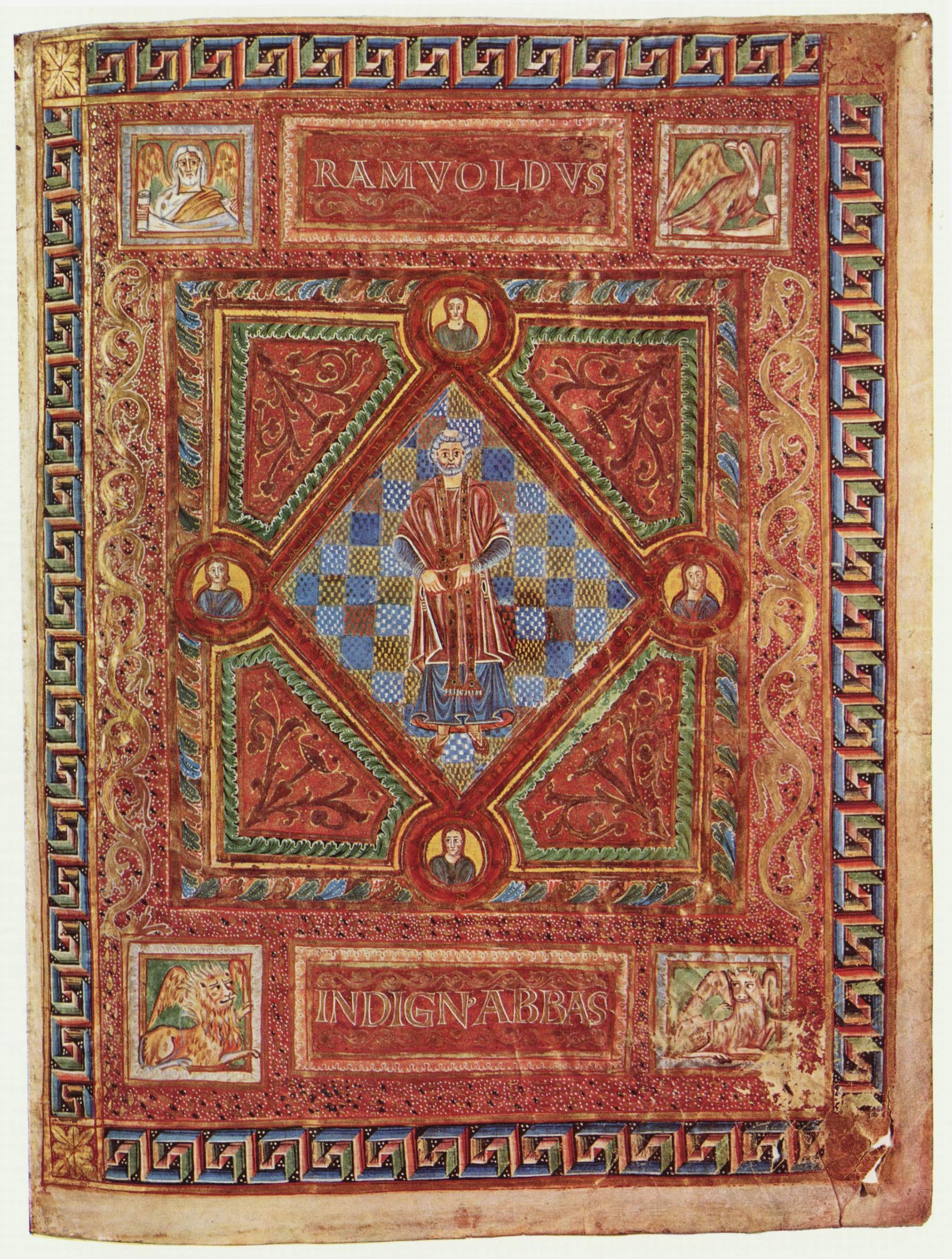
Adalpertus: Codex Aureus von St. Emmeram, Porträt des Abtes Ramwoldus

Der Benediktinermönch Adalpertus aus dem Kloster Sankt Emmeram in Regensburg gehört zu den wenigen Buchmalern des Mittelalters, die namentlich bekannt geworden sind, da er um das Jahr 1000 den überlieferten Auftrag erhielt, den so genannten Codex aureus von St. Emmeram, eine karolingische Prachthandschrift, die heute in der Bayerischen Staatsbibliothek in München (Clm 14000, cim. 55) aufbewahrt wird, zu restaurieren. Arnulf von Kärnten schenkte dem Kloster 893 das Evangeliar, dessen Abt Ramwoldus – auch Ramoald (Abt von 975 bis 1001) – vertraute Adalpertus die Überarbeitung an.
Dieser fügte als eigenständiges Werk eine Seite mit dem Bild seines Auftraggebers umgeben von den vier Evangelisten ein. Auf der aufwendig gestalteten Seite dominieren die kostbaren Farben Purpur und Gold, die ornamentale Gestaltung verrät eine aktive Malerschule.